# Dieter Arnold
Dieter Arnold (Heidelberg, 1936) è un egittologo tedesco.

## Biografia
Nel gennaio del 1963 conseguì il dottorato all'Università Ludwig Maximilian di Monaco con un lavoro riguardante l'architettura dei templi egizi del Nuovo Regno. Successivamente entrò a far parte di varie campagne di scavi (Dahshur, Deir el-Bahari, El-Tarif) per conto della sezione cairota dell'Istituto archeologico germanico.

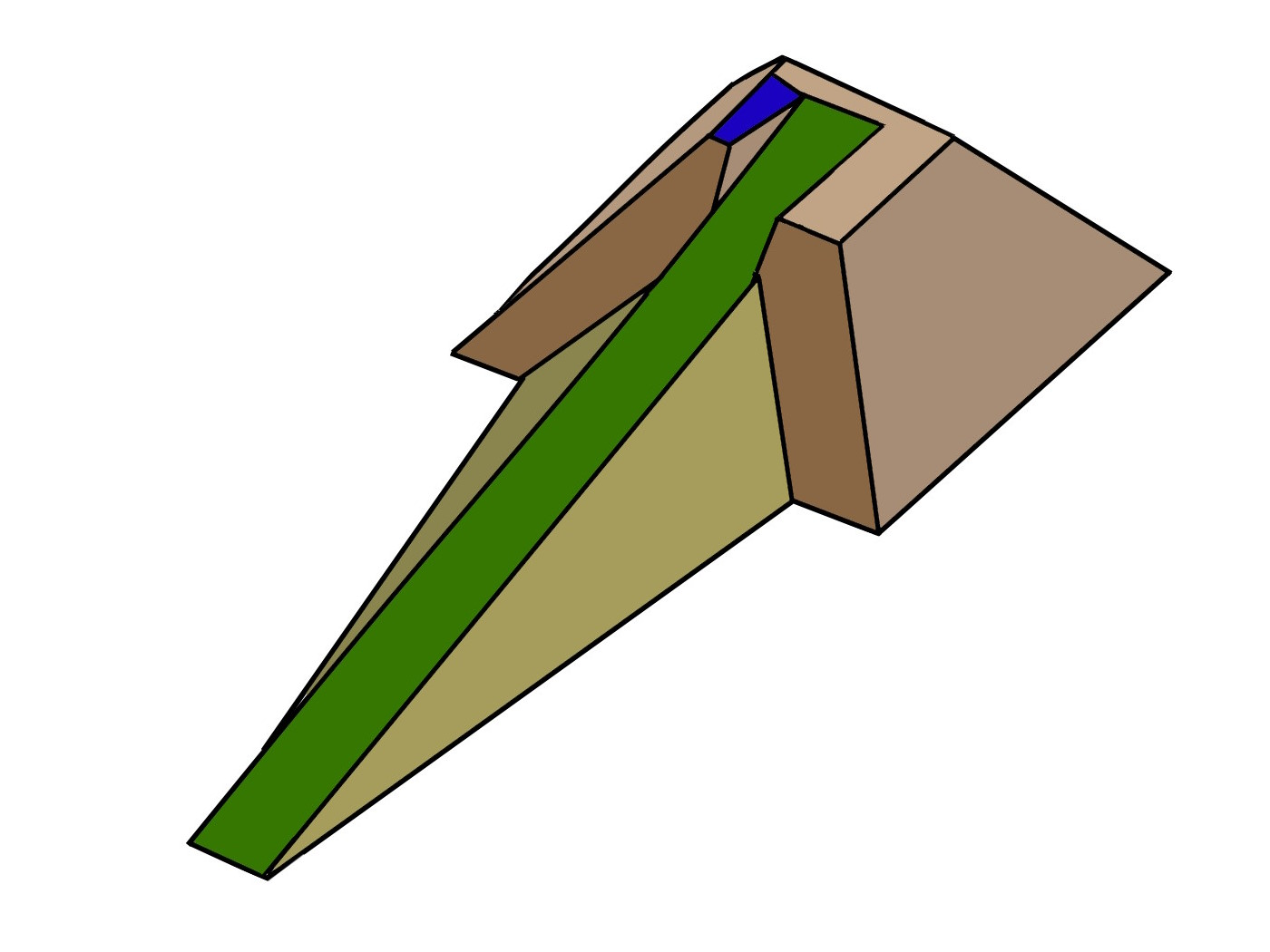
Modello rampa dal Dieter Arnold

Dal 1979 al 1984 fu docente all'Università di Vienna e poi curatore del dipartimento egizio del Metropolitan Museum of Art di New York, dove lavora insieme alla moglie, Dorothea.
Quale specialista di architettura egizia Arnold conduce, per conto del Metropolitan Museum, campagne annuali a El-Lisht e a Dahshur.
Nel 1981 pubblicò una proposta per costruire la Piramide di Cheope. La rampa corre prima all'esterno e poi in un percorso all'interno della piramide. Arnold era chiaro che il metodo di costruzione non poteva essere spiegato puramente archeologicamente a causa della mancanza di reperti: “Non è più possibile determinare come lo usarono i costruttori egiziani. Tuttavia, gli esempi delle piramidi di Cheope e Chefren dimostrano che sono riusciti a risolvere il problema".

## Opere selezionate
- Die Tempel Ägyptens. Götterwohnungen, Kultstätten, Baudenkmäler. Artemis & Winkler, München / Zürich 1992, ISBN 3-7608-1073-X.
- Lexikon der ägyptischen Baukunst. Artemis & Winkler, München / Zürich 1994, ISBN 3-7608-1099-3.
- Temples of the Last Pharaohs. Oxford University Press, New York 1999, ISBN 0-19-512633-5.